# ČT Sport
ČT sport es un canal de televisión público de Chequia, perteneciente a Česká televize. Se trata de un canal que emite competiciones deportivas, programas y documentales temáticos.

## Historia
El canal inició emisiones como ČT4 Sport el 10 de febrero de 2006, con motivo de los Juegos Olímpicos de Turín 2006, aunque el canal ČT2 también los emitió de forma simultánea. 
En enero de 2008, el canal comenzó a emitir en formato 16:9. En octubre de 2008, el canal cambió su nombre a ČT4.
El canal emite en HD desde el 1 de marzo de 2012, reemplazando a ČT HD. Tras la renovación completa de la marca Česká televize en septiembre de 2012, el nombre del canal pasó a ser ČT sport a partir de octubre de 2012.
El cierre del múltiplex 1 de DVB-T (televisión digital terrestre) donde se emitían los canales de Česká televize se anunció en noviembre de 2019. Finalmente, el múltiplex se cerró el 30 de septiembre de 2020. Desde entonces, el canal emite en DVB-T2 y plataformas de cable, satélite e IPTV.

## Eventos deportivos
- Campeonato Mundial de Atletismo en Pista Cubierta
- Campeonato Mundial de Atletismo
- Copa Mundial de Baloncesto
- Copa Mundial de Baloncesto Femenino
- EuroBasket
- EuroBasket Femenino
- Národní Basketbalová Liga
- Tour de Francia
- Liga Nacional de Fútbol de la República Checa
- Copa de la República Checa
- Copa Mundial de Fútbol
- Eurocopa
- Liga Europa de la UEFA
- Liga Conferencia de la UEFA
- Liga de Naciones de la UEFA
- Campeonato Mundial de Hockey sobre Hielo Masculino
- Rally Dakar
- Campeonato Mundial de Rally
- Juegos Olímpicos de Verano
- Juegos Olímpicos de Invierno
- Juegos Paralímpicos de Verano
- Juegos Paralímpicos de Invierno
- Copa Davis
- Copa ATP
- Campeonato Europeo de Voleibol Masculino
- Campeonato Europeo de Voleibol Femenino

## Imagen corporativa

2006 - 2007
2007 - 2008
2008 - 2012
Desde 2012
Logo en HD